# Øystre Slidre
Øystre Slidre er en kommune i Innlandet fylke i Norge.
Den grænser i nord til Vågå og Nord-Fron, i nordøst til Sør-Fron og Gausdal, i sydøst til Nord-Aurdal, i sydvest til Vestre Slidre, og i vest til Vang.
Kommunen ligger i Valdres i det centrale Syd-Norge, mellem Hallingdalen og Gudbrandsdalen.

## Areal og befolkning
Kommunen havde 3.231 indbygger i 2019. De fleste øystreslidringer bor i Heggenes (administrativt centrum), Rogne, Skammestein, Volbu, Beito og på Beitostølen.
Folk fra Øystre Slidre omtales ofte som øystreslidringer. Det noget bredere begreb slidring er også almindeligt.

## Geografi
Fjeldområdet Jotunheimen strækker sig ind i kommunens nordre dele.
Øystre Slidre måler 45.1 km fra nord til syd og 39.8 km fra øst til vest.
Højeste punkt i kommunen er Øystre Rasletind med en højde på 2.010 meter over havet. En anden kendt fjeldtop er Bitihorn. Omtrent 73% af kommunen ligger over 900 meter over havet. Kommunens laveste punkt er 410 meter over havet.
Vand dækker 60 km² af kommunens areal, de største søer er Vinstri, Yddin, Vangsjøen, Javnin og Olevatn.
Kommunen ligger delvis i Jotunheimen og fjeldvejen over Valdresflya til Gudbrandsdalen er en del av den indre rute for trafik mellem Bergen – Trondheim.

## Historie
Båtskaret er en smal passage hvor både i middelalderen blev trukket fra Øystre Slidre ind til Vinstre der er kendt som et stort fiskevand hvor det er mange ørreder. Som følge af en uenighed mellem folk fra Valdres og folk fra Gudbrandsdalen var det ikke trygt at lade bådene ligge ved søen , de blev da ødelagt.
Baggrunden for denne fejde er et bruderov hvor en ung pige som skulle giftes bort fik sendt bud til sin kæreste som kom og hentede hende. En af dem som var med blev senere beskyldt for at have stukket et stabbur i brand og som erstatning for dette måtte de afstå fiskerettighederne. Bruden blev derimod ikke leveret tilbage
Under anden verdenskrig var Skriulægret i Øystre Slidre tilholdssted for Peder Furubotn og ledelsen af Norges Kommunistiske Partis illegale virksomhed mellem 1942 og 1944.

## Erhvervsliv
Traditionelt er kommunen en landbrugskommune, selv om landskabet gør at det landbrug der drives er i lille skala i forhold til andre steder. Landbruget er ikke en så dominerende indtægtskilde som tidligere da turisme bliver stadig vigtigere.
Øystre Slidres byvåben viser et skifertag for at vise den tidligere skiferindustris betydning for kommunen. Skifertage er udbredt i Valdres.
Beitostølen er et populært skisted med lifte og løjper. Beitostølen er et af de større vintersportssteder i Norge og en betydelig del af kommunens indtægter kommer fra dette området. 
Stedet har også World Cup i skiskydning og langrend, og er også internationalt kendt for Ridderløbet.

## Seværdigheder
- Hegge stavkirke
- Lyskapellet
- Rogne kirke
- Volbu kirke
- Lidar kirke